# Baumhaueria tibialis
Baumhaueria tibialis là một loài ruồi trong họ Tachinidae.